# André Oltramare

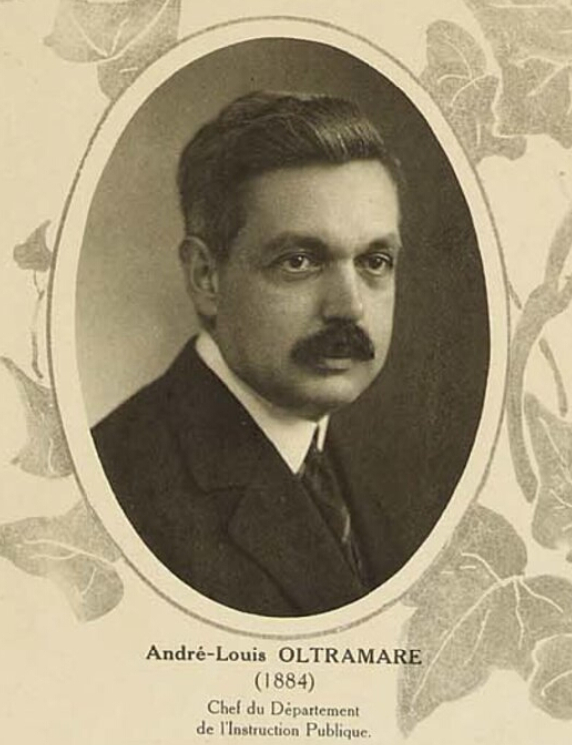
Porträt von 1924

André Louis Oltramare (* 11. August 1884 in Le Petit-Saconnex, Genf; † 25. August 1947 in Lancy, Genf) war ein Schweizer Altphilologe und Politiker (SP).

## Leben
André Oltramare war der Sohn des Religionswissenschaftlers Paul Oltramare (6. April 1854 – 22. Oktober 1930), damals Lateinlehrer, später Professor für Religionsgeschichte und für Latein an der Universität Genf, und seiner Ehefrau Berthe, geborene Carteret (28. September 1862 – 4. Januar 1942), einer Tochter des radikalliberalen Genfer Politikers Antoine Carteret. Er hatte vier Geschwister, darunter den später als rechtsextremer Politiker bekannten Bruder Georges Oltramare.
Von 1902 bis 1906 studierte André Oltramare Altphilologie an der Universität Genf, wo er dem Zofingerverein angehörte, anschliessend zwei Semester an der Universität Berlin. Von 1908 bis 1928 arbeitete er als Lateinlehrer am Collège und an der Höheren Töchterschule in Genf. 1926 wurde er an der Universität Genf zum Dr. phil. promoviert. Von 1928 bis 1947 war er als Lehrstuhlnachfolger seines Vaters und seines Grossvaters Professor für lateinische Sprache und Literatur an der Universität Genf, wo er von 1932 bis 1938 auch Dekan war. Im Jahr 1937 wurde er Ehrendoktor der Universität Lyon und Ritter der französischen Ehrenlegion.

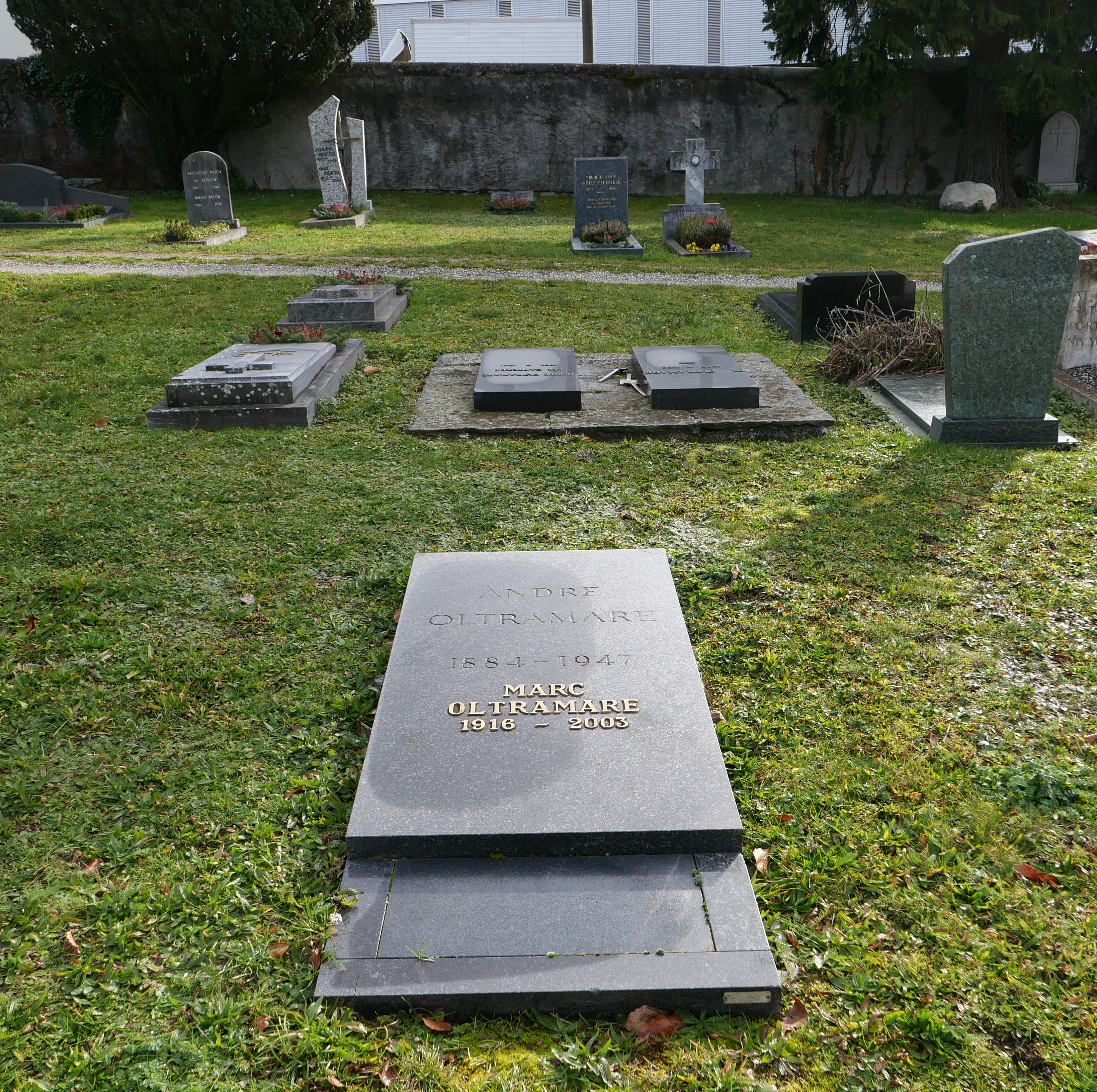
Oltramares Grab im Jahr 2023

Seit 1923 war Oltramare Mitglied der Sozialdemokratischen Partei (SP). Von 1924 bis 1927 war er als Genfer Staatsrat Vorsteher des kantonalen Erziehungsdepartements. Er setzte sich für Unterrichtsreformen und für die Einführung des Freihandsystems in öffentlichen Bibliotheken ein. Gemäss Angaben der CIA soll er für das Spionagenetzwerk Rote Drei tätig gewesen sein.
1946 wurde er in den Nationalrat gewählt, wo er sich gegen Waffenexporte engagierte und einen Antrag für die Einführung eines Zivildienstes in der Schweiz einbrachte.
Am 29. März 1915 heiratete Oltramare Yvonne Wiblé (* 9. Dezember 1894), die Tochter eines Sparkassendirektors. Mit ihr hatte er zwei Kinder, den Sohn Marc (1916–2003), der Mediziner und ebenfalls sozialistischer Politiker wurde, und die Tochter Ariane Schmitt (1918–2005). Von 1942 bis zu seinem Tod lebte er mit der Philosophin Jeanne Hersch zusammen. Oltramare hat seine letzte Ruhestätte auf dem Friedhof von Petit-Saconnex in Genf gefunden. Das Grab, in dem auch sein Sohn Marc bestattet ist, befindet sich in unmittelbarer Nähe der Gräber seiner Eltern und seines Bruders Georges.

## Schriften
- (mit C.-E. Burnier): Chrestomathie latine,  Genf 1912 (3. Auflage 1949)
- (mit L. Brutsch, C. Favez): Grammaire latine, Genf 1923 (3. Auflage 1949)